# Calatayud
Calatayud è un comune spagnolo di 21 905 abitanti della provincia di Saragozza, situato nella comunità autonoma dell'Aragona. Sorge in prossimità del sito romano di Augusta Bilbilis, luogo di nascita del grande poeta latino Marziale.
Il comune ha dato il nome alla comarca della Comunidad de Calatayud, della quale è il capoluogo.

## Storia
I primi abitanti della zona furono i Celtiberi, che divennero coloni dei romani. Divenne centro di somma importanza in epoca romana (II secolo a.C.-V secolo) come mūnǐcǐpǐum con il nome di Bilbilis (Augusta Bilbilis), diede i natali al grande poeta latino Marziale. In epoca preromana e romana fu attiva in città una zecca da cui uscirono coniazioni spesso pregevoli. Dopo il periodo romano la città fu praticamente abbandonata. Nel periodo dei Goti vi furono sporadici insediamenti intorno.
Nel periodo dell'occupazione araba, fu eretta nelle vicinanze la fortezza Qal'at 'Ayyūb, cioè "rocca degli Ayyub", nome di una nobile famiglia araba, da cui deriva quello della città odierna. Gli arabi coltivarono le fertili terre intorno alla vecchia città romana. Fino al 929 la zona fece parte dell'Emirato di Cordova, poi Califfato di Cordova, e dal 929 entrò sotto la sovranità della città di Cordova. La dinastia dei Tugibidi la occupò nel X secolo contro il califfo Abd al-Rahman III, che la riprese nel 937. Nel 1017 i Tugibidi riuscirono a formare un regno di Taifa facente capo a Saragozza, e Calatayud ne divenne un centro importante, che rimase tale anche sotto gli Hudidi.
Nel 1120 la città fu occupata dall'esercito aragonese di Alfonso I, divenendo così la seconda città per dimensioni, dopo Saragozza, dell'Aragona. Nel 1348 si scatenò nella penisola iberica un'epidemia di peste, che diede poi origine a veri e propri pogrom antisemiti e solo a Saragozza e Calatayud non ve ne furono. Nel 1461 avvenne nella città il giuramento delle cortes di Aragona per iniziativa di Giovanni II d'Aragona, che volle il riconoscimento del figlio Ferdinando come suo successore al trono. Nel 1483 a Calatayud venne suggellata la rinuncia all'ultima resistenza armata e l'incorporazione nel regno della Gran Canaria. Nel XVII secolo i gesuiti, tra i quali Baltasar Gracián, diedero un nuovo impulso culturale alla città.

### Epoca contemporanea
Durante la guerra contro l'occupazione napoleonica della Spagna, soldati e volontari di Calatayud presero parte, sotto José de l’Hotellerie Fernández de Heredia, barone di Warsage, alla difesa di Saragozza assediata dai francesi. Quando nel 1822, sotto l'influenza francese, vennero suddivise le province spagnole, Calatayud divenne capoluogo dell'omonima provincia. Tuttavia, con il rientro di Ferdinando VII di Spagna, le suddivisioni furono abolite e tutto tornò come prima. Nel 1833 furono nuovamente effettuate suddivisioni delle province, che durano tuttora, ma quella di Calatayud non fu più tra quelle create ex-novo.
Durante la guerra civile spagnola, nella seconda metà degli anni trenta, con l'occupazione della città da parte della Guardia Civil e dei militari insorti, ebbe luogo il "massacro di Bartolina", cioè vennero uccisi con certezza 400 repubblicani (ma alcuni studi parlano di 2000) che furono sotterrati nel cimitero di Calatayud, Bartolina.
Il 9 aprile 1978, nella chiesa di San Pedro de los Francos, ove nel 1461 le cortes avevano riconosciuto Ferdinando II, le prime cortes della moderna Aragona, dopo la fine del franchismo. Esse votarono per l'accettazione della costituzione del Regno di Spagna e per l'approvazione dello stato di autonomia per l'Aragona. Calatayud si vanta inoltre di essere il primo comune democratico dopo la fine dell'era di Franco, poiché qui si svolsero le prime elezioni comunali.

## Economia e infrastrutture
Calatayud funge da centro di un territorio economico, nel quale, tra l'altro, si producono vino, olive e frutta. Notevole è l'importanza delle vigne. La città stessa è un centro di servizi, da una parte per i dintorni e dall'altra come punto di partenza per il turismo, grazie agli importanti monumenti che contiene.
Essa si trova sulla strada nazionale N-II, al centro dei collegamenti con Madrid, Barcellona e i Paesi Baschi. Dal 2003 i treni della rete dell'Alta Velocità Spagnola (AVE), sulla tratta Madrid-Saragozza, fermano anche a Calatayud.
Calatayud si trova al centro di un grosso territorio vitivinicolo di circa 5940 ettari, che si trova a un'altezza sul livello del mare che va dai 550 ai 880 metri. Questo comprende gran parte della Comunità di Calatayud nella valle dell'Ebro e in quelle dei suoi affluenti Jalón, Jiloca, Manubles, Mesa, Piedra e Ribota.
Operano nella zona circa 2700 viticultori con 9 bodega, cioè cantine/magazzino di raccolta. Nel febbraio 1990 Calatayud ha ottenuto lo status di Denominazione d'Origine (D.O.); l'esportazione copre circa il 70% della produzione. Calatayud produce vini bianchi freschi e fruttati, robusti vini rosati aventi come base il vitigno del Cannonau e gustosi vini rossi.

## Monumenti e luoghi d'interesse

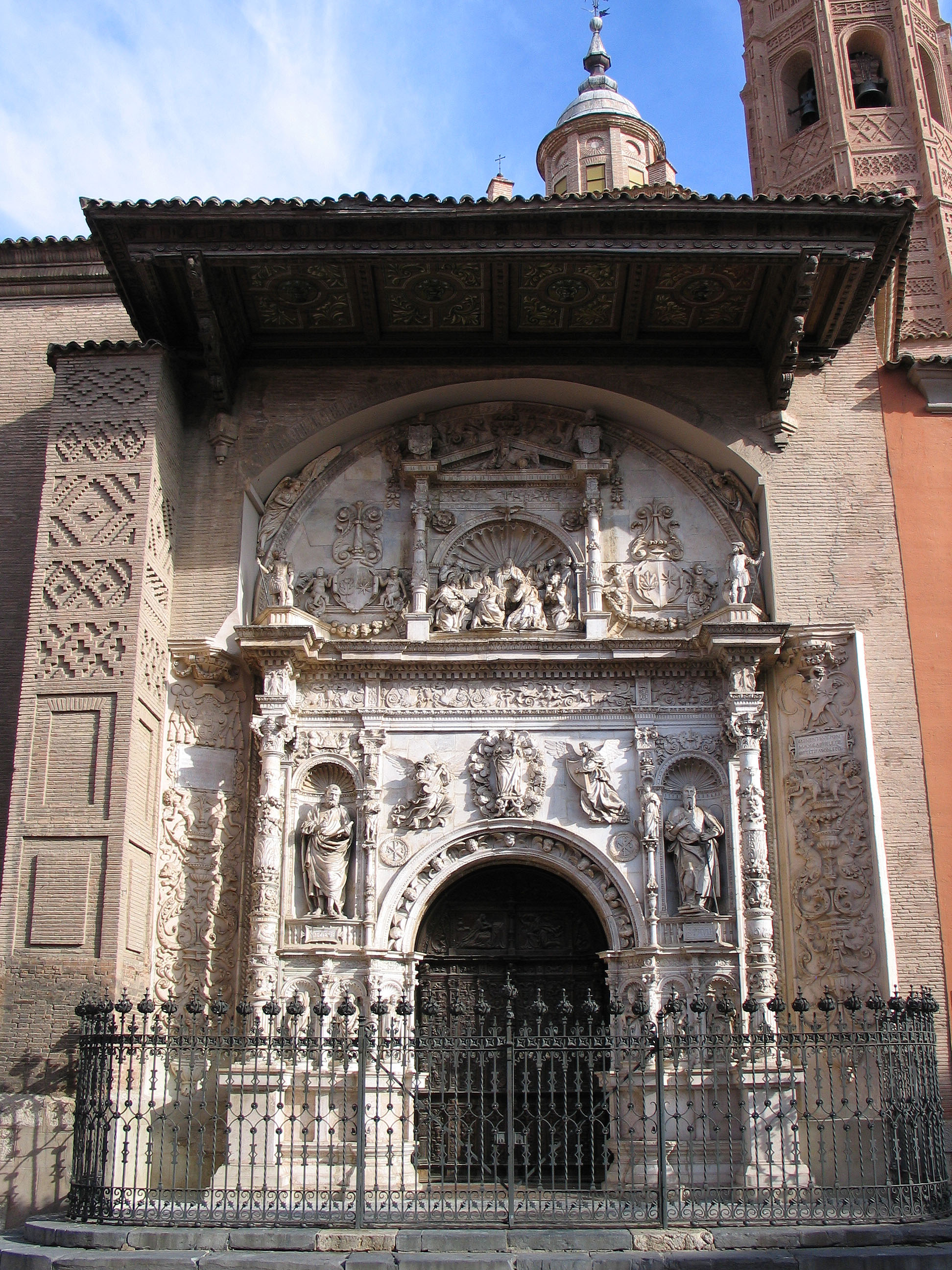
Facciata della collegiata di Santa María la Mayor

- La chiesa di San Pedro de los Francos, in stile mudéjar;
- La collegiata di Santa María la Mayor, nel centro della città. Essa fu eretta su un'antica moschea e contiene, fra l'altro, un chiostro del XIV secolo e una torre ottagonale e un'abside, entrambe del XVI secolo. La facciata è in stile plateresco e nell'interno si trovano cappelle barocche e cupole in forma mudéjar. Dal 2001 essa appartiene, come altre chiese in stile mudéjar in Aragona al Patrimonio dell'umanità dell'UNESCO.
- La collegiata dell'Ordine equestre del Santo Sepolcro di Gerusalemme e Casa Madre dell'Ordine in Spagna. La chiesa è un'imitazione della Basilica del Santo Sepolcro di Gerusalemme, dalla quale prende il nome l'Ordine. La casa dell'Ordine contiene un significativo tesoro.
- La chiesa dei gesuiti di San Juan el Real (originariamente dedicata alla Nostra Signora del Pilar), risalente al XVII secolo, che contiene dipinti attribuiti al Goya e un importante monumento del barocco spagnolo.
- Gli antichi quartieri Morería e Judería

## Amministrazione

### Gemellaggi
- Dueville, dal 1989